# Lars Ulfving
Lars Gustaf Ulfving, född 27 september 1945 i Uppsala, är en svensk officer, militärhistoriker och författare.
Lars Ulfving har utbildat sig till officer. Han är reservofficer och gar tjänstgjort i Svenska FN-bataljonen på Cypern under 1970-talet. Han anställdes 1978 av Försvarsstaben och arbetade i dess underrättelseavdelning.  Han har också arbetat på militärvetenskapliga institutionen vid Försvarshögskolan.